# Хайнрих III (IV) фон Монфор-Тетнанг
Хайнрих III (I/IV) фон Монфор-Тетнанг (на немски: Heinrich III (I/IV), Graf von Montfort-Tettnang; * пр. 1353, Тетнанг, Вюртемберг; † между 1 юни/18 октомври 1408) е граф на Монфор в Тетнанг в Баден-Вюртемберг.

## Произход и наследство
Той е от влиятелния и богат швабски род Монфор/Монтфорт, странична линия на пфалцграфовете на Тюбинген. Хайнрих III е третият син (от шестте деца) на граф Вилхелм I фон Монфор-Брегенц „Богатия“ († 1348/1350) и третата му съпруга Кунигунда фон Раполтщайн († сл. 1315), дъщеря на Хайнрих III фон Раполтщайн († 1312/1313) и Сузана фон Геролдсек († 1308). Внук е на граф Хуго III фон Тетнанг-Монфор-Шеер († 1309) и Маргарета фон Гунделфинген († сл. 1269). Брат е на Вилхелм II фон Монфор-Брегенц († 1373/1374), Хуго VIII фон Монфор († 1338) и Улрих фон Монфор († сл. 1353), капитулар в Кур.
След смъртта на синът му Вилхелм IV фон Монфор-Тетнанг през 1439 г. графството „Монфор-Тетнанг“ е разделено на три: Тетнанг, Ротенфелс, Арген (Васербург Арген с Лангенарген), също на Верденберг със собственостите в Реция.

## Фамилия
Първи брак: през 1329 г. с Уделхилд фон Ринек, единствена наследничка, дъщеря на граф Лудвиг VIII фон Ринек († 1333) и Аделхайд фон Хоенлое-Вайкерсхайм († сл. 1340). Те имат една дъщеря:
- Анна фон Монфор († 27 октомври 1373), омъжена за граф Хайнрих III фон Фюрстенберг, ландграф в Баар († 1367), син на граф Хайнрих II фон Фюрстенберг († 1337) и Верена фон Фрайбург († 1320).

Втори брак: с графиня Аделхайд фон Хабсбург-Лауфенбург († ок. 1370), дъщеря на граф Йохан I фон Хабсбург-Лауфенбург († 1337) и Агнес фон Верд († 1352). Те имат децата:
- Рудолф V (VI) фон Монфор-Ротенфелс-Шеер († 8 декември 1425), ландграф в Горна Швабия
- Хайнрих II (V) фон Монфор-Тетнанг († 1394/25 септември 1397), женен за Анна фон Валдбург († 1429), дъщеря на граф Йохан II фон Валдбург (1345 – 1424) и Катарина фон Цили († 1389)
- Вилхелм IV фон Монфор-Тетнанг († сл. 20 юни 1439), женен на 11 октомври 1412 г. за Кунигунда фон Верденберг († 6 ноември 1443), дъщеря на граф Албрехт III фон Верденберг-Хайлигенберг-Блуденц († 1420) и Урсула фон Шаунберг († 1412)

Трети брак: пр. 28 август 1374 г. с Клара фон Елербах († сл. 1384), дъщеря на Буркхард фон Елербах. Те имат две деца:
- Хуго X (XI) граф фон Монфор-Тетнанг († сл. 1411), женен пр. 18 октомври 1403 г. за Анна фон Щадек, дъщеря на Ханс фон Щадек, капитан на Щирия
- Кунигунда фон Монфор († сл. 1429), омъжена пр. 17 март 1405 г. за Улрих V фон Мач († 6 ноември 1430/17 януари 1431), син на граф Улрих IV фон Мач-Кирхберг († 27 май/30 юли 1396) и Агнес фон Кирхберг († 1401/1407)